# بیست و نهمین دوره کتاب سال جمهوری اسلامی ایران
مراسم بیست و نهمین دوره کتاب سال جمهوری اسلامی ایران در بهمن ۱۳۹۰ در تهران برگزار شد.

## برگزیدگان
| بخش             | شاخه                             | عنوان کتاب                                                                                          | پدیدآورنده(ها)                                                                             | ناشر    |
| --------------- | -------------------------------- | --------------------------------------------------------------------------------------------------- | ------------------------------------------------------------------------------------------ | ------- |
| دین             | علوم قرآنی                       | فرهنگ قرآن: کلید راهیابی به موضوعات و مفاهیم قرآن کریم                                              | زیر نظر: اکبر هاشمی رفسنجانی و محققان مرکز                                                 |         |
| دین             | علوم قرآنی                       | بیولوژی نص: نشانه‌شناسی و تفسیر قرآن                                                                 | تألیف: علیرضا قائمی‌نیا                                                                     |         |
| دین             | فقه و اصول                       | حقوق قراردادها در فقه امامیه (مشترک)                                                                | تألیف جلیل قنواتی، سید حسن وحدتی شبیری، ابراهیم عبدی پور فرد زیر نظر: سید مصطفی محقق داماد |         |
| دین             | فقه و اصول                       | مستند الشیعة فی احکام الشریعة (مشترک)                                                               | تألیف: احمد بن محمد مهدی نراقی تحقیق: مؤسسه آل البیت علیه السلام                           |         |
| دین             | سیره معصومین                     | کفایة الطالب فی مناقب أمیرالمؤمنین علی بن أبی طالب علیه السلام                                      | تألیف: محمد بن یوسف الکنجی الشافعی تصحیح: محمدکاظم محمودی                                  |         |
| دین             | کلام                             | فرهنگ جامع فرق اسلامی: بر پایه دستنوشته‌های مرحوم آیت‌الله سید مهدی روحانی (مشترک)                    | تألیف: سید حسن خمینی                                                                       | اطلاعات |
| دین             | کلام                             | عوامل فهم متن: در دانش هرمنوتیک و علم اصول استباط از دیدگاه پروفسور پل ریکور و محقق اصفهانی (مشترک) | تألیف: سید حمیدرضا حسنی                                                                    | هرمس    |
| علوم اجتماعی    | علوم اجتماعی                     | تجددشناسی و غربشناسی: حقیقتهای متضاد                                                                | تألیف: حسین کچوئیان                                                                        |         |
| علوم اجتماعی    | حقوق                             | حریم خصوصی اطلاعات: مطالعه کیفری در حقوق ایران، ایالات متحده آمریکا و فقه امامیه                    | تألیف: فرید محسنی                                                                          |         |
| زبان            | زبان‌های باستانی و گویشهای لهجه‌ای | فرهنگ تطبیقی-موضوعی زبان‌ها و گویش‌های ایرانی نو                                                      | تألیف: محمدحسن‌دوست                                                                         |         |
| علوم کاربردی    | علوم پزشکی                       | فرهنگ جامع همه‌گیرشناسی (اپیدمیولوژی)                                                                | تألیف: کیومرث ناصری                                                                        |         |
| علوم کاربردی    | کشاورزی                          | تولید و فرآوری گیاهان دارویی                                                                        | تألیف: رضا امیدبیگی                                                                        |         |
| ادبیات          | نقد ادبی                         | از اشارت‌های دریا (بوطیقای روایت در مثنوی)                                                           | تألیف: حمیدرضا توکلی                                                                       |         |
| ادبیات          | داستان                           | جاده جنگ                                                                                            | تألیف: منصور انوری                                                                         |         |
| ادبیات          | شعر معاصر                        | حق‌السکوت                                                                                            | سروده: محمدمهدی سیار                                                                       |         |
| تاریخ و جغرافیا | تاریخ                            | علل و عوامل جابجایی کانون‌های تجاری در خلیج فارس (مشترک)                                             | تألیف: محمدباقر وثوقی                                                                      |         |
| تاریخ و جغرافیا | تاریخ                            | فرهنگ و تمدن ایرانی-اسلامی دکن در دورهٔ بهمنیان (مشترک)                                              | تألیف: محسن معصومی                                                                         |         |
| تاریخ و جغرافیا | تاریخ                            | نبرد سمیرم (انگلیسها، قشقاییها و جنگ دوم جهانی) (مشترک)                                             | تألیف: کاوه بیات                                                                           |         |